# Katharina Wasa (1539–1610)

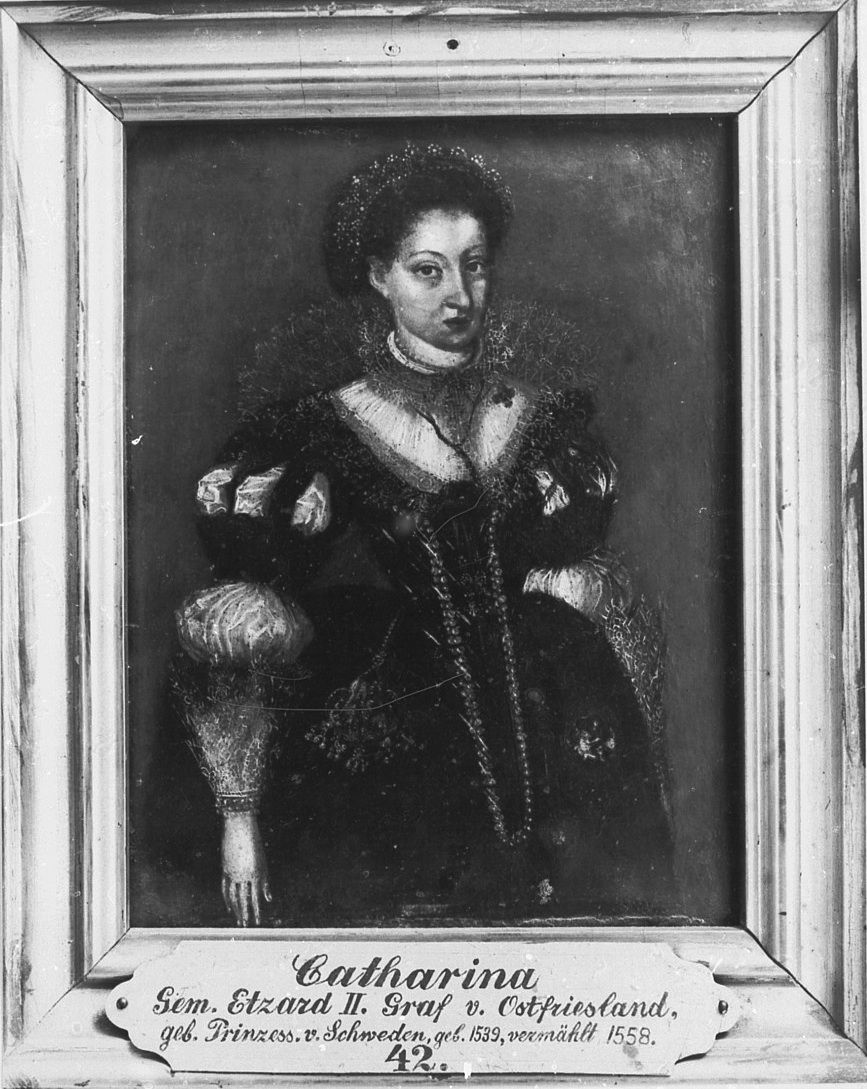
„Katharina von Ostfriesland, geborene Prinzessin von Schweden“. Tafelmalerei aus der Zeit um 1560.

Katharina Wasa (* 6. Juni 1539 in Stockholm; † 21. Dezember 1610 in Berum) war Prinzessin von Schweden und als Ehefrau von Edzard II. Gräfin von Ostfriesland. Sie war die erste Prinzessin aus dem Hause Wasa.

## Leben

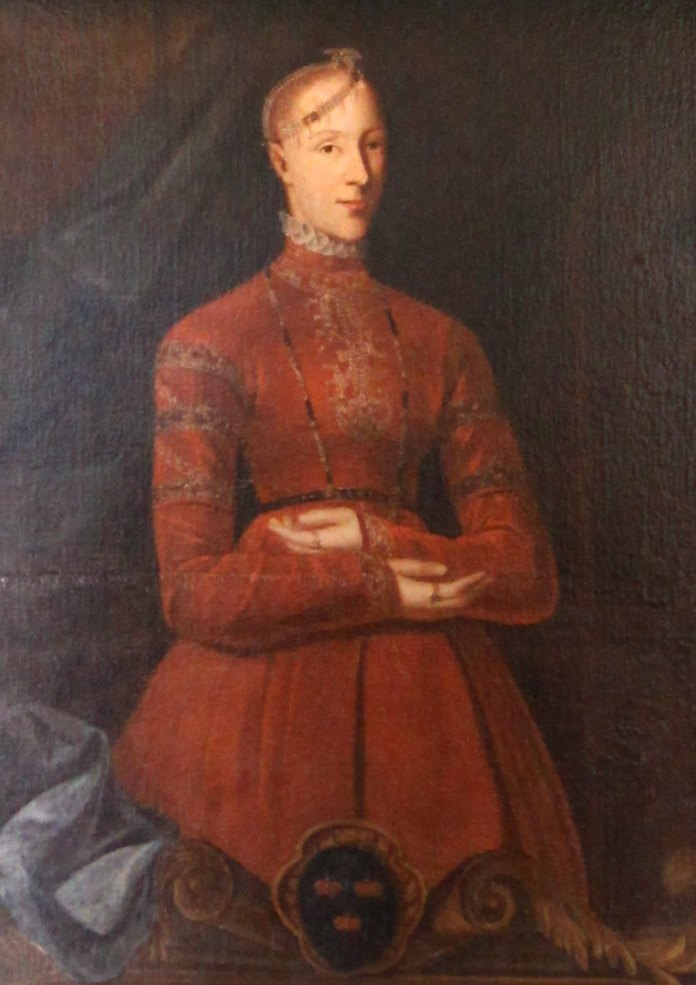
Katharina Wasa als Gräfin von Ostfriesland.

Katharina wurde am 6. Juni 1539 auf Burg Tre Kronor, dem Vorgängerbau des heutigen Stockholmer Schlosses, als älteste Tochter des schwedischen Königs Gustav I. Wasa und dessen zweiten Ehefrau Margareta Eriksdotter Leijonhufvud geboren. Ihre Mutter verstarb, als Katharina erst zwölf Jahre alt war. Wie alle ihre Geschwister hatte sie eine sehr sorgfältige Erziehung genossen und war gründlich in die Grundlagen des lutherischen Glaubens eingeführt worden.

### Hochzeitsanbahnung
Katharinas Vater Gustav hatte Schweden 1523 von der dänischen Fremdherrschaft befreit und war seit dem 6. Juni 1523 König des Landes. Er war stets bemüht, sein Land aus der Abhängigkeit von Dänemark zu lösen, das den Schweden weitgehend den Zugang zur Nordsee verwehrte. Daher fiel sein Blick auf Ostfriesland. Gustav sah in der Grafschaft eine Art Außenbastion fern des dänischen Einflusses. Vor allem die Hafenstadt Emden weckte sein Interesse. Er bot den dortigen Landesherren aus dem Hause Cirksena 1556 einen Handelsvertrag an. Um sein Angebot zu untermauern, regte er zudem die Hochzeit seiner Tochter mit Edzard II., dem künftigen Landesherren, an. Edzard zog die Eheverhandlungen aber in die Länge und verschob die Heirat immer wieder. Das wiederum kränkte den schwedischen König, der daraufhin mehrere wütende Briefe an den Ostfriesen schrieb. Schließlich willigte Edzard in die Hochzeit ein.

### Die Vadstena-Affäre

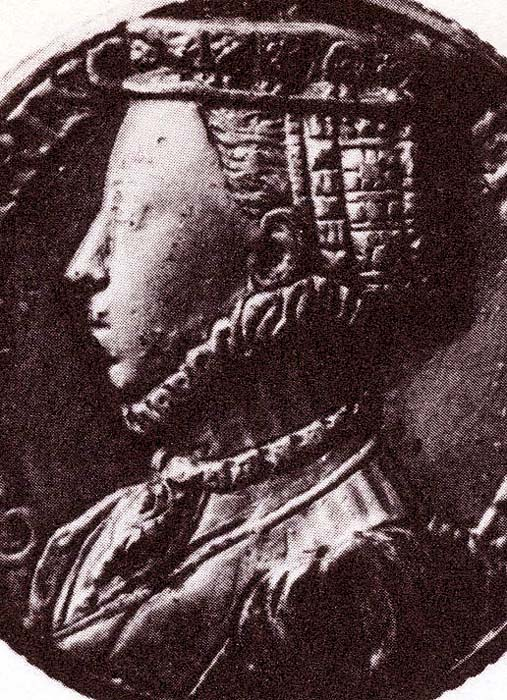
Cäcilie Wasa.

Bei Katharinas Hochzeit mit Edzard II. kam es zu einem Skandal, der als Vadstenabullret (Vadstena-Affäre oder Vadstena-Lärm) in die Geschichte einging. Edzard war zu seiner Vermählung am 1. Oktober 1559 in Stockholm in Begleitung seines Bruders Johann II. angereist. Nach der Trauung blieben beide noch für einige Monate in Schweden. Weihnachten 1559 übernachteten sie im Schloss Vadstena. Dort ließ sich Johann auf eine Affäre mit Katharinas Schwester Cäcilie Wasa ein. Beauftragte ihres Halbbruders, des Kronprinzen Erik, erwischten das Paar in Cäcilies Schlafgemach in flagranti. Erik, der sich von seinem Vater unterdrückt fühlte, nutzte die Gelegenheit, um den König zu kränken. Er kümmerte sich nicht um Ruf und Ehre seiner Halbschwester und der Familie, sondern machte die Affäre offiziell bekannt. Gustav war als Begründer einer neuen Königsdynastie sehr auf seine Ehre bedacht und ließ Johanns verhaften und einkerkern. Damit war der Skandal perfekt, der nicht nur die schwedisch-ostfriesischen Beziehungen belastete, sondern in ganz Europa Aufsehen erregte. Edzard stand in der Folge mehr oder weniger unter Hausarrest. Johann drohte gar die Todesstrafe. Zahlreiche diplomatische Versuche der ostfriesischen Gräfin Anna, ihre Söhne aus der Haft freizubekommen, blieben erfolglos. Letztlich rettete Johann nur die Fürsprache vieler Potentaten einschließlich der Königin Elisabeth I. von England das Leben. Zeitgenössischen Berichten zufolge wurde Johann zur Strafe entmannt. Er blieb jedenfalls bis zu seinem Tode ehe- und kinderlos.

### In Ostfriesland

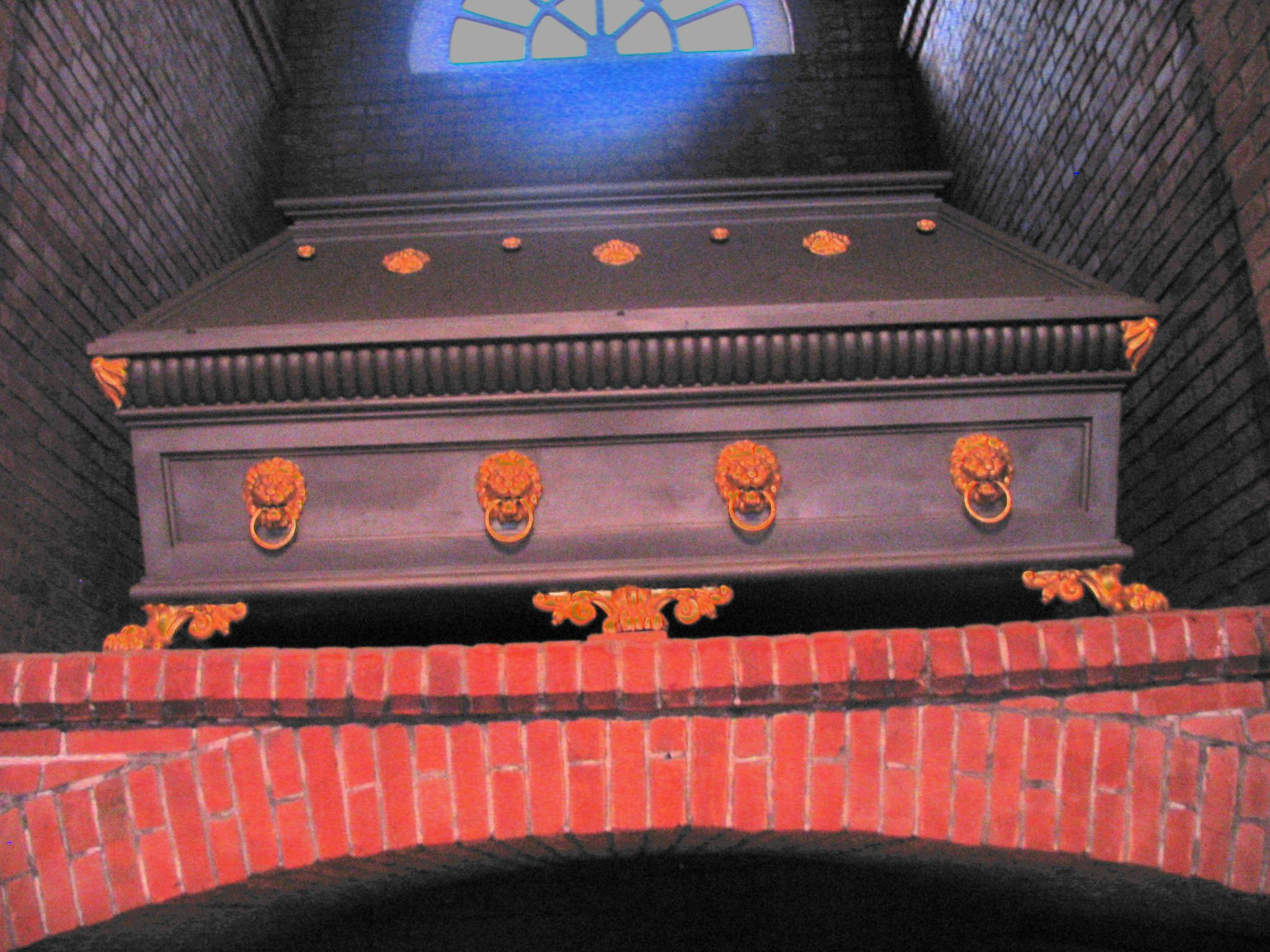
Katharinas Sarg im Mausoleum der Familie Cirksena

Edzard kehrte mit seiner jungen Frau erst 1561 nach Ostfriesland zurück. Dort kaufte Katharina im Jahre 1565 die Herrlichkeit Pewsum von Hoyko Manninga. Damit gelangte Katharina auch in den Besitz der Manningaburg sowie der Pewsumer Mühle. Den Kaufpreis zahlte Katharina aus ihrem Brautschatz. Die neue Besitzerin ließ die Burg in der Folge prächtig erweitern. 
In Ostfriesland war Katharina vor allem im karitativen Bereich tätig. Sie ließ in Hage ein Krankenhaus errichten, sorgte für Medikamente und gab reichlich Almosen. Die Gräfin war eine tiefreligiöse Frau. Sie ließ zum Beispiel in Berum eine neue Kapelle bauen. Ihre Religiosität war jedoch ausgesprochen intolerant. Katharina machte sich als strenggläubige Lutheranerin dafür stark, dass vakante Pfarrstellen in Pewsum, Woquard und Loquard in der ansonsten mehrheitlich evangelisch-reformierten Krummhörn ausschließlich mit Predigern der wittenbergischen Konfession besetzt wurden. Diese Entscheidung hat bis heute Auswirkungen, da diese drei Orte immer noch lutherische Inseln bilden. 
Katharina konnte sich nie damit abfinden, dass ihr Mann Edzard II. sich die Herrschaft mit seinem Bruder teilen musste. So mischte sie leidenschaftlich bei den großen politischen Konflikten in der Grafschaft mit.
Mit ihrem Mann führte sie eine glückliche Ehe, in der sie als die willensstärkere den Ton angab. Insgesamt gebar sie sechs Söhne und fünf Töchter.
Katharina galt als herrschsüchtig. Als sie nach dem Tode ihres Mannes die Ämter Norden und Berum als ihr Wittum übernahm, forderte sie von ihrem Sohn Enno III. die Gerichtsbarkeit und die Landesherrschaft über die beiden Ämter, aus denen ihr laut Heiratsvertrag lediglich alle Einkünfte zustanden. Mehrfach weigerte sie sich, Abgaben an ihren Sohn oder die Stände abzuführen. Erst als der Graf 200 Soldaten von Emden nach Berum verlegte, lenkte Katharina schließlich ein.
Im Jahre 1610 verstarb Katharina im Alter von 71 Jahren auf Burg Berum.

## Nachkommen
Aus der Ehe Katharinas und Edzards II. gingen zehn Kinder hervor:
- Margarete, * 22. November 1560, † 8. September 1588,
- Anna, * 26. Juni 1562 in Aurich, † 21. April 1621 in Neuhaus (Böhmen)
  - 1. Ehe: Heidelberg, 12. Juli 1583 mit Kurfürst Ludwig VI. von der Pfalz (* 4. Juli 1539 † 22. Oktober 1583);
  - 2. Ehe: 21. Dezember 1585 mit Markgraf Ernst Friedrich von Baden-Durlach (* 1560, † 1604);
  - 3. Ehe: Grabow, 7. März 1617 mit Julius Heinrich von Sachsen-Lauenburg (* 9. April 1586, † 20. November 1665),
- Enno III. Graf von Ostfriesland (1599–1625), * 30. September 1563, † Leerort 19. August 1625;
  - 1. Ehe: 29. Januar 1581 Walburga von Rietberg, eine Tochter von Graf Johann II. Herr zu Esens, Stedesdorf und Wittmund und Agnes Gräfin von Bentheim-Steinfurt (* ca. 1556, † 20. Mai 1586);
  - 2. Ehe: Esens, 28. Januar 1598 Anna (* 27. Februar 1575, † 24. April 1625), Tochter von Adolf I. von Schleswig-Holstein-Gottorf
- Johann III., * 1566, † 29. September 1625; heiratete am 4. März 1601 seine Nichte Sabina Katharina von Rietberg (* 1582, † 31. Mai 1618),
- Christoph, *1569, † 1636; heiratete am 13. August 1613 Lambertine de Ligne (* 22. Juni 1593, † 14. Februar 1651),
- Edzard, * ca. 1571, † 1572,
- Elisabeth, * ca. 1572, † 1573,
- Sophie, * 5. Juni 1574, † 20. März 1630,
- Karl Otto, * 1577, † 28. Februar 1603,
- Maria, * 1. Mai 1582, † 9. Juli 1616 in Dannenberg; heiratete in Dannenberg am 1. September 1614 Herzog Julius Ernst von Braunschweig-Dannenberg (* 11. März 1571, † 26. Oktober 1636).